# Josephine Groenveld
Josephine Groenveld (Oppenhuizen, 25 augustus 1982) is een Nederlands voormalig wielrenster. In 2000 werd Groenveld Nederlands Kampioen bij de Junior Dames. Bij de Elite Dames behaalde ze in 2005 een derde plaats op het Nederlands kampioenschap wielrennen op de weg.

## Belangrijkste resultaten
2000
- Nederlands Kampioenschap op de weg Junior Dames

2002
- 1e in Veldhoven
- 1e in Profronde van Surhuisterveen

2003
- 3e in 5e etappe Holland Ladies Tour

2005
- Nederlands Kampioenschap op de weg